# نيزك صخري حديدي

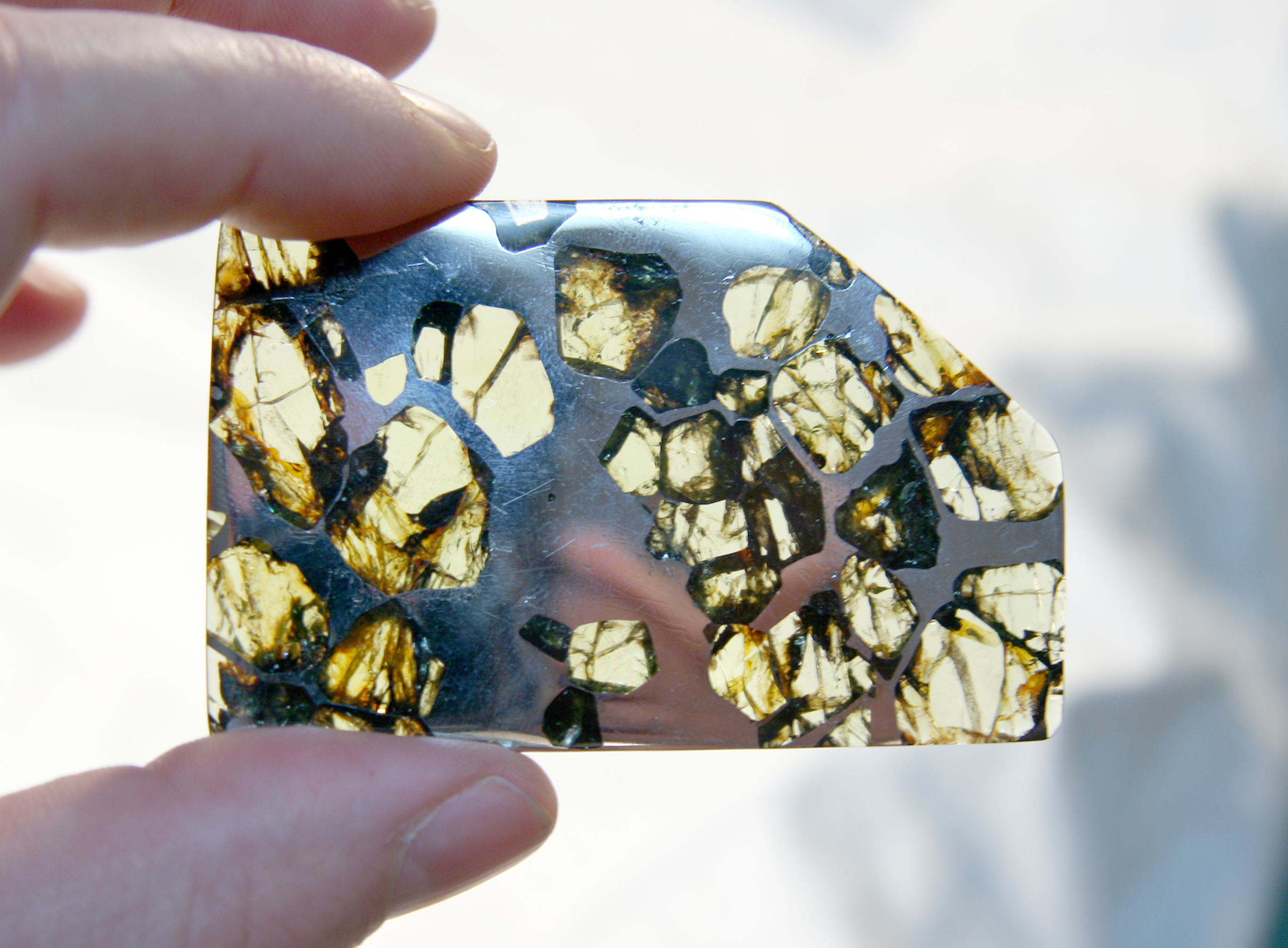
شريحة من بلاسيت إسكيل، تظهر بوضوح الحديد النيزكي والسيليكات

النيازك الصخرية الحديدية (بالإنجليزية: Stony-iron meteorites / siderolites)‏ هي نيازك تتكون من أجزاء متساوية تقريبا من الحديد النيزكي والسيليكات. وهذا يميزها عن النيازك الصخرية، التي تتكون في الغالب من السيليكات، والنيازك الحديدية، التي هي في معظمها حديد نيزكي.
النيازك الصخرية الحديدية كلها متباينة، وهذا يعني أنها تظهر علامات التغيير. ولذلك فهي نيازك لا كوندرية.وتنقسم النيازك الصخرية الحديدية إلى ميسوسديريتس وبالاسيت البالاسيتات لديها مصفوفة من الحديد النيزكي مع السيليكات راسخة. (معظمها من الأوليفين ).. والميسوسيديتس عبارة عن صخرة متلاحمة التي تظهر علامات التحول و
النيازك الصخرية الحديدية تتكون في الصخر الفتاتي عوضا عن كتلة الصخور.

## اقرأ أيضا
- كوندريت CI